# Герцлія
Герцлія́ (івр. הֶרְצְלִיָּה, араб. هرتسليا) — місто в Ізраїлі у передмістях Тель-Авіва, розташоване на півночі його агломерації. Це відомий курорт, культурний і науковий центр. Місто назване на честь Теодора Герцля, угорського єврея та ідеолога сіоністичного руху і було засноване американськими євреями за підтримки Єврейського агентства в 1924 році. Населення за даними на кінець 2005 року становить 85 000 тисяч осіб.
Починаючи з першого тисячоліття і до 13 століття на місці Герцлії існувало процвітаюче грецьке портове місто Аполлонія.
Герцлія славиться прекрасними пляжами і відмінною яхтовою стоянкою.
Герцлія — місто-побратим Дніпра. Угода про наміри між виконавчим комітетом Дніпровської міської ради народних депутатів (Україна) і Муніципалітетом м. Герцлія (Ізраїль). Меморандум про взаєморозуміння підписані 3 серпня 1993 року.

## Міста-партнери
Герцлія має партнерські відносини з такими містами:
- Голлівуд, Флорида, США
- Йєрухам, Ізраїль
- Тайбе, Ізраїль
- Янчжоу, КНР
- Марль, Вестфалія, Німеччина, 1981
- Сан-Бернардіно, Каліфорнія, США, 1988
- Тулон, Франція, 1989
- Аліканте, Іспанія, 1989
- Фуншал, Мадейра, Португалія, 1991
- Дніпро, Україна, 1993
- Колумбус, Огайо, США, 1994
- Банська Бистриця, Словаччина, 1996
- Бурса, Туреччина, 1997
- Сан-Ісидро, Аргентина, 1997
- Лейпциг, Саксонія, Німеччина, 2011

## Галерея

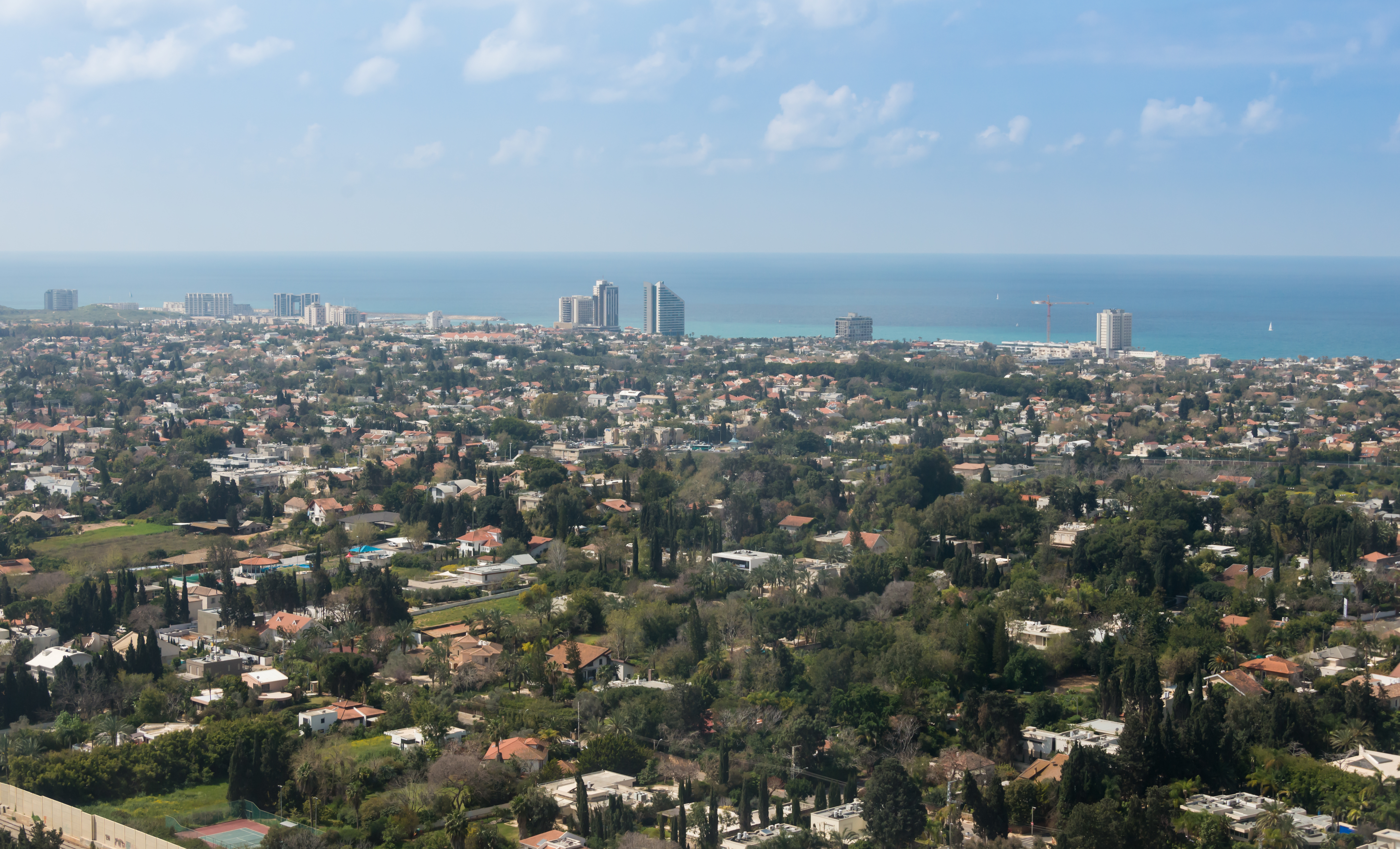
Герцлія Пітуах
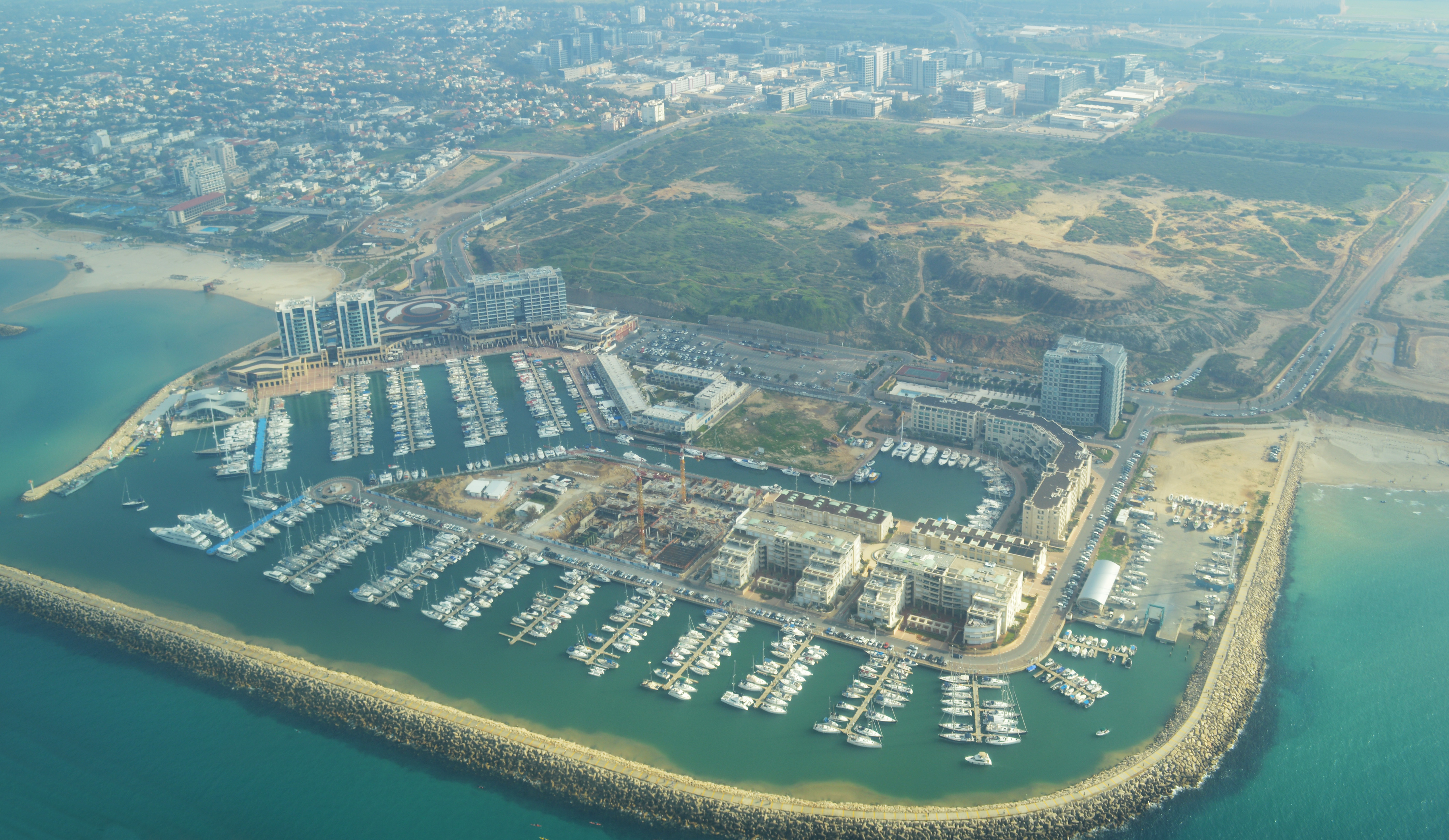
Марина Герцлія
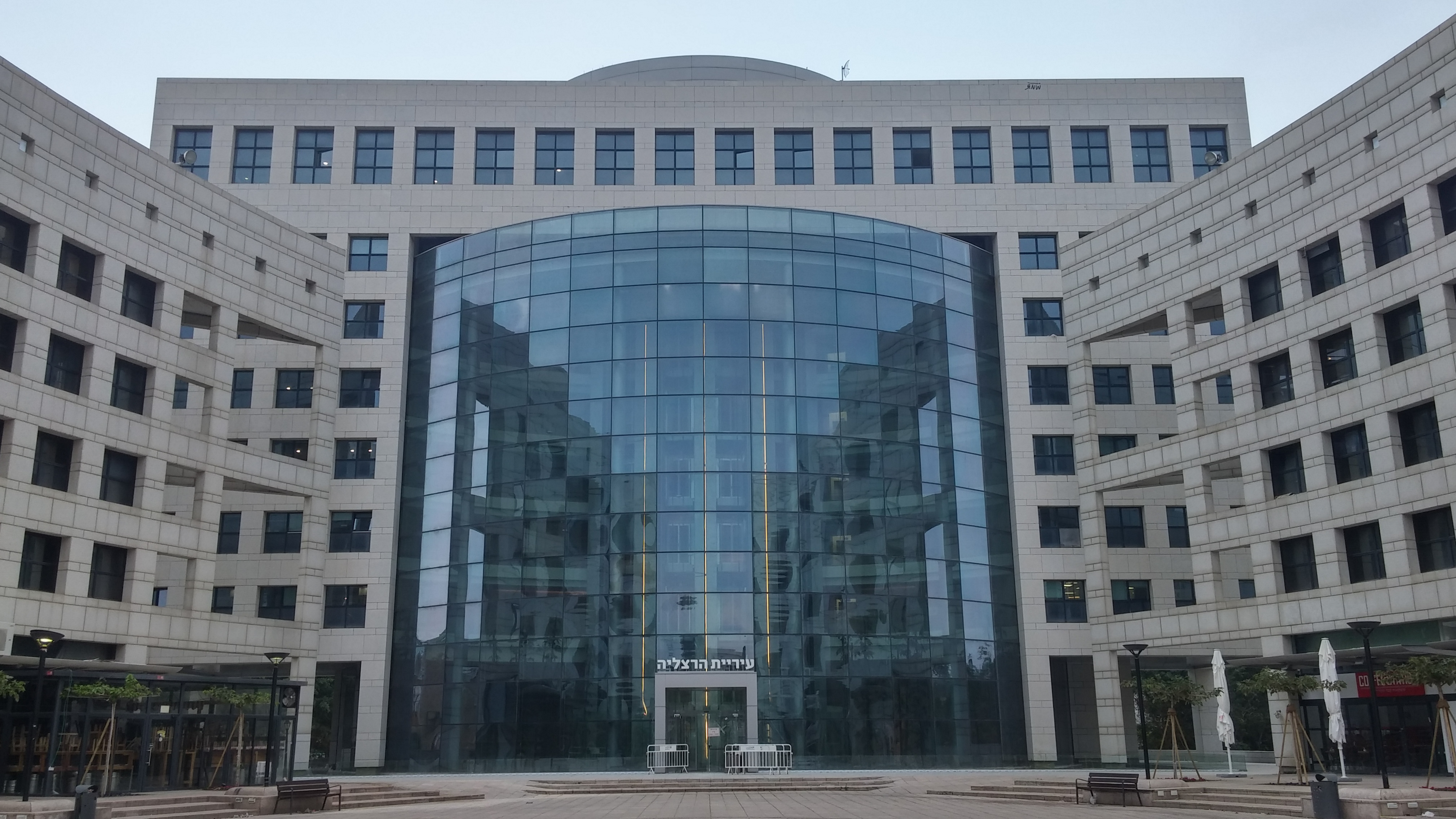
Будівля мерії
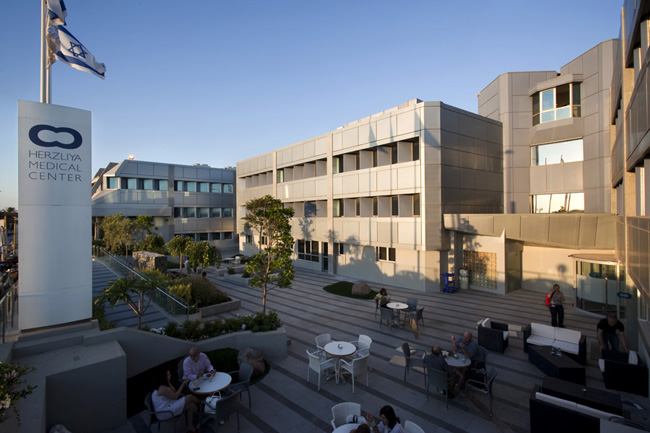
Медичний Центр «Герцлія»
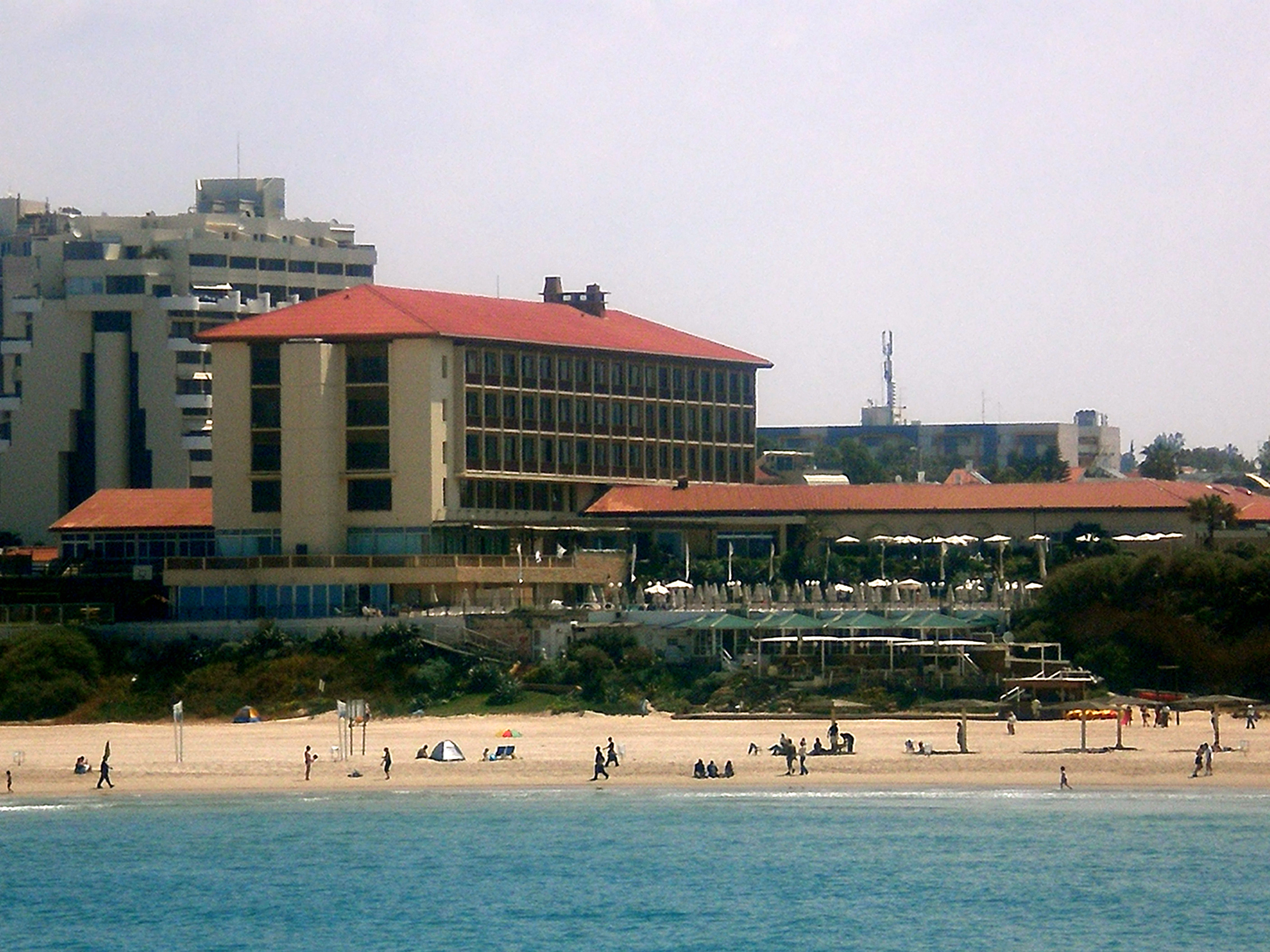
Готель Дан Аккадія
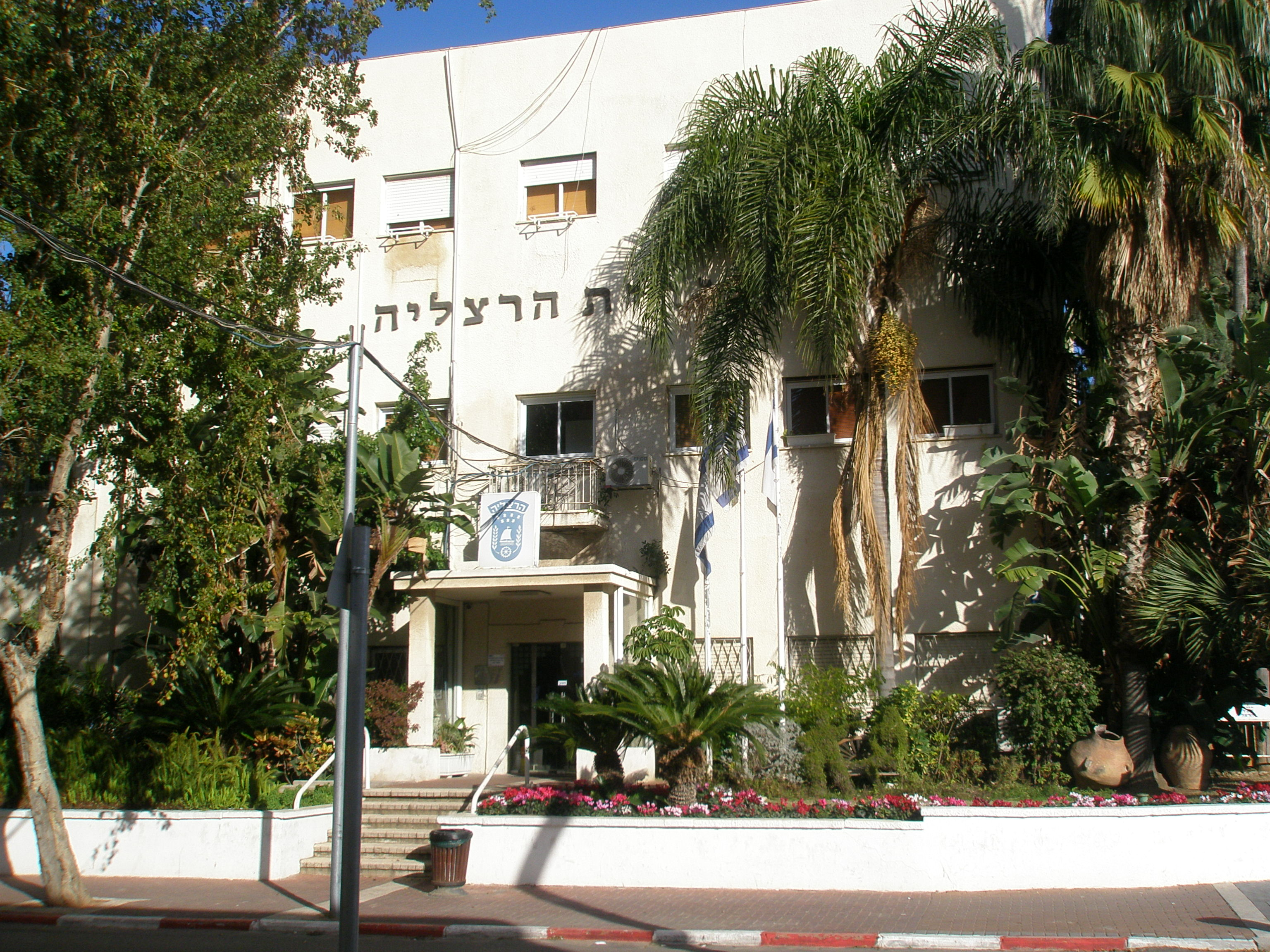
Ратуша Герцлії
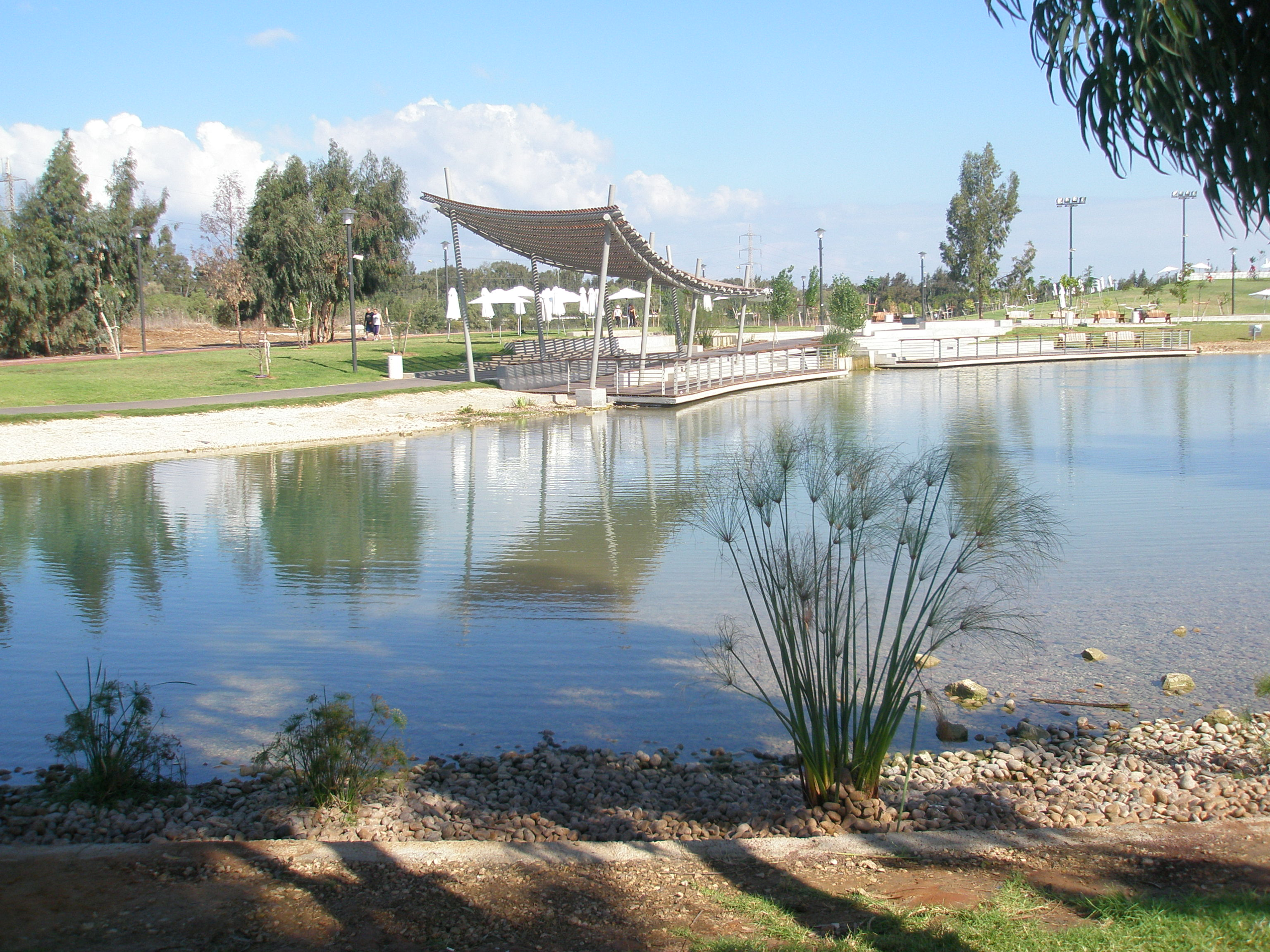
Парк Герцлія
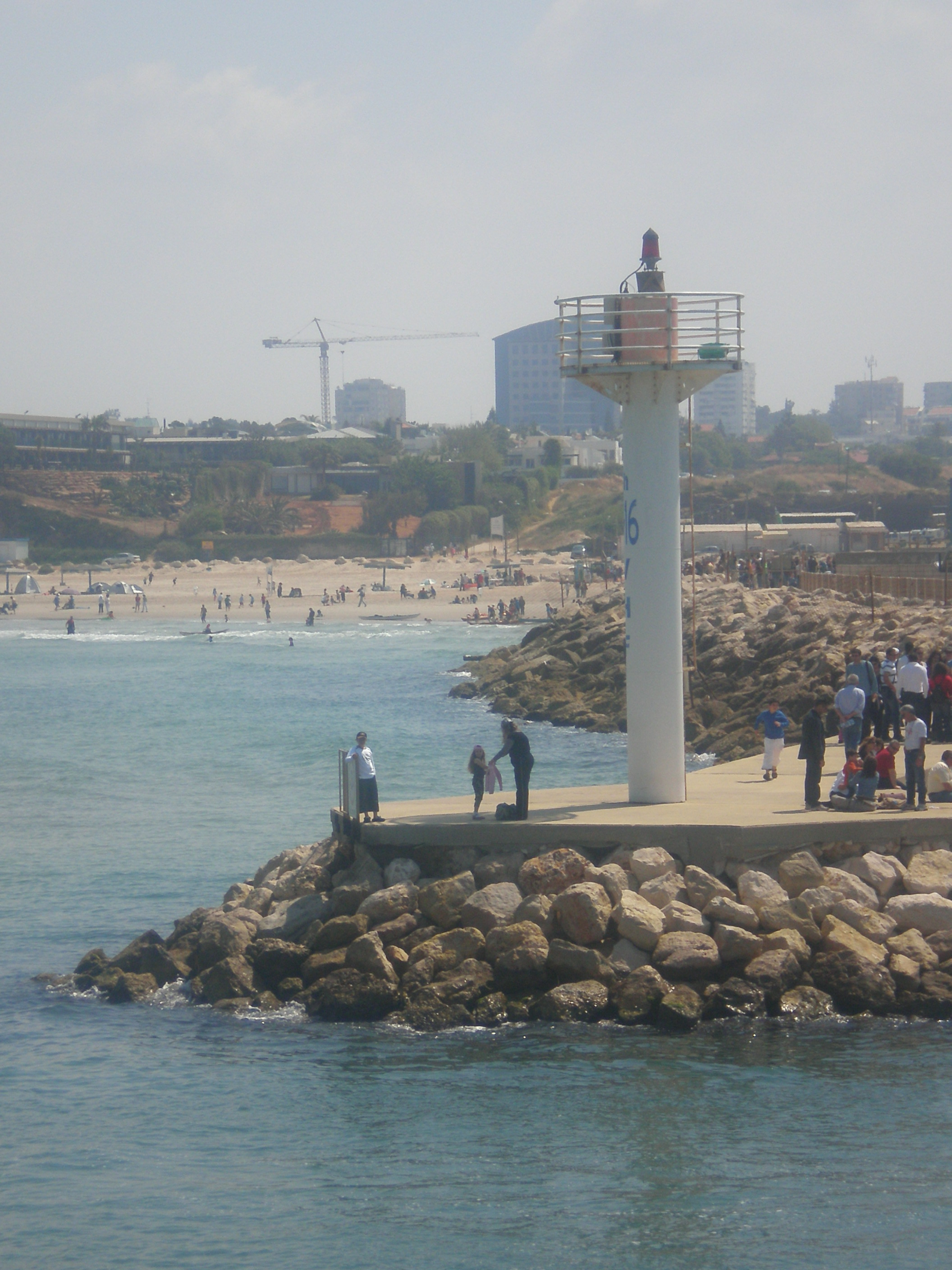
Маяк